# Trachycystis microphylla
Trachycystis microphylla är en bladmossart som beskrevs av Lindberg 1868. Trachycystis microphylla ingår i släktet Trachycystis och familjen Mniaceae. Inga underarter finns listade i Catalogue of Life.